# Лагутенко, Иван Никитович
Иван Никитович Лагутенко (1915—1956) — лётчик-ас, гвардии майор Советской Армии, участник Великой Отечественной войны, Герой Советского Союза (1945).

## Биография
Иван Лагутенко родился 6 июля 1915 года на хуторе Логутовка (ныне — Суражский район Брянской области). После окончания семи классов учился в Ленинградском строительном техникуме, занимался в аэроклубе. В 1937 году Лагутенко был призван на службу в Рабоче-крестьянскую Красную Армию. Участвовал в польском походе. С начала Великой Отечественной войны — на её фронтах.
К концу войны гвардии майор Иван Лагутенко был заместителем командира 68-го гвардейского истребительного авиаполка 5-й гвардейской истребительной авиадивизии 11-го истребительного авиакорпуса 3-й воздушной армии 3-го Белорусского фронта. За время своего участия в войне он совершил 288 боевых вылетов, принял участие в 79 воздушных боях, сбив 14 вражеских самолётов лично и ещё 6 — в составе группы.
Указом Президиума Верховного Совета СССР от 18 августа 1945 года гвардии майор Иван Лагутенко был удостоен высокого звания Героя Советского Союза с вручением ордена Ленина и медали «Золотая Звезда».
После окончания войны Лагутенко продолжил службу в Советской Армии. Окончил Военно-воздушную академию. В 1951 году в звании майора он был уволен в запас. Проживал и работал в городе Щёлково Московской области. Скоропостижно скончался 8 июля 1956 года, похоронен на Мемориальном кладбище в посёлке Монино Московской области.

## Награды
Был также награждён четырьмя орденами Красного Знамени, орденами Александра Невского и Отечественной войны 1-й степени, рядом медалей.

## Память
В честь Лагутенко установлен памятник в посёлке Лесное Суражского района Брянской области.